# 지례면

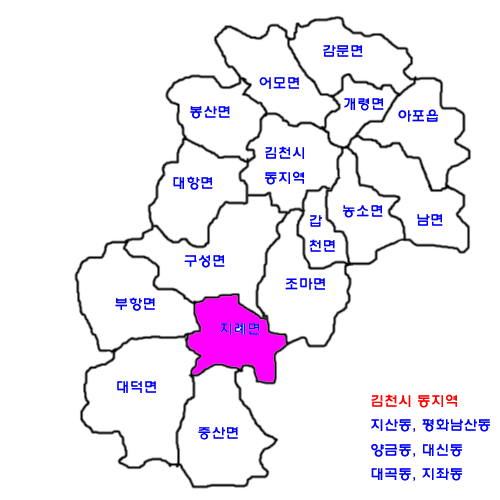
김천시 지례면

지례면(知禮面)은 경상북도 김천시 남동부에 위치한 면이다.

## 개요
지례면은 예로부터 충효와 예절의 고장으로 전통문화 계승발전에 앞장서고 향토전래의 고유품종인 토종돼지의 육성보급을 통하여 맛좋고 질좋은 돼지고기를 보급하여 많은 미식가들이 찾아오는 농촌마을이다.

## 연혁
- 신라초기 : 지품천현
- 757년 : 지례현
- 1896년 : 지례군
- 1914년 : 김천군 지례면
- 1949년 : 금릉군 지례면
- 1995년 1월 1일 : 김천시 지례면

## 행정 구역
| 법정리 | 행정리                    | 비고                   |
| ------ | ------------------------- | ---------------------- |
| 거물리 | 거물리                    |                        |
| 관덕리 | 관덕리                    |                        |
| 교리   | 교1리, 교2리              | 면 행정복지센터 소재지 |
| 대율리 | 대율리                    |                        |
| 도곡리 | 도곡1리, 도곡2리, 도곡3리 |                        |
| 상부리 | 상부1리, 상부2리          |                        |
| 신평리 | 신평1리, 신평2리          |                        |
| 여배리 | 여배1리, 여배2리          |                        |
| 울곡리 | 울곡리                    |                        |
| 이전리 | 이전리                    |                        |